# Saint-Mars-de-Coutais
Saint-Mars-de-Coutais is een gemeente in het Franse departement Loire-Atlantique (regio Pays de la Loire). De plaats maakt deel uit van het arrondissement Nantes. Saint-Mars-de-Coutais telde op 1 januari 2022 2.644 inwoners.

## Geografie
De oppervlakte van Saint-Mars-de-Coutais bedroeg op 1 januari 2022 34,67 vierkante kilometer; de bevolkingsdichtheid was toen 76,3 inwoners per km².

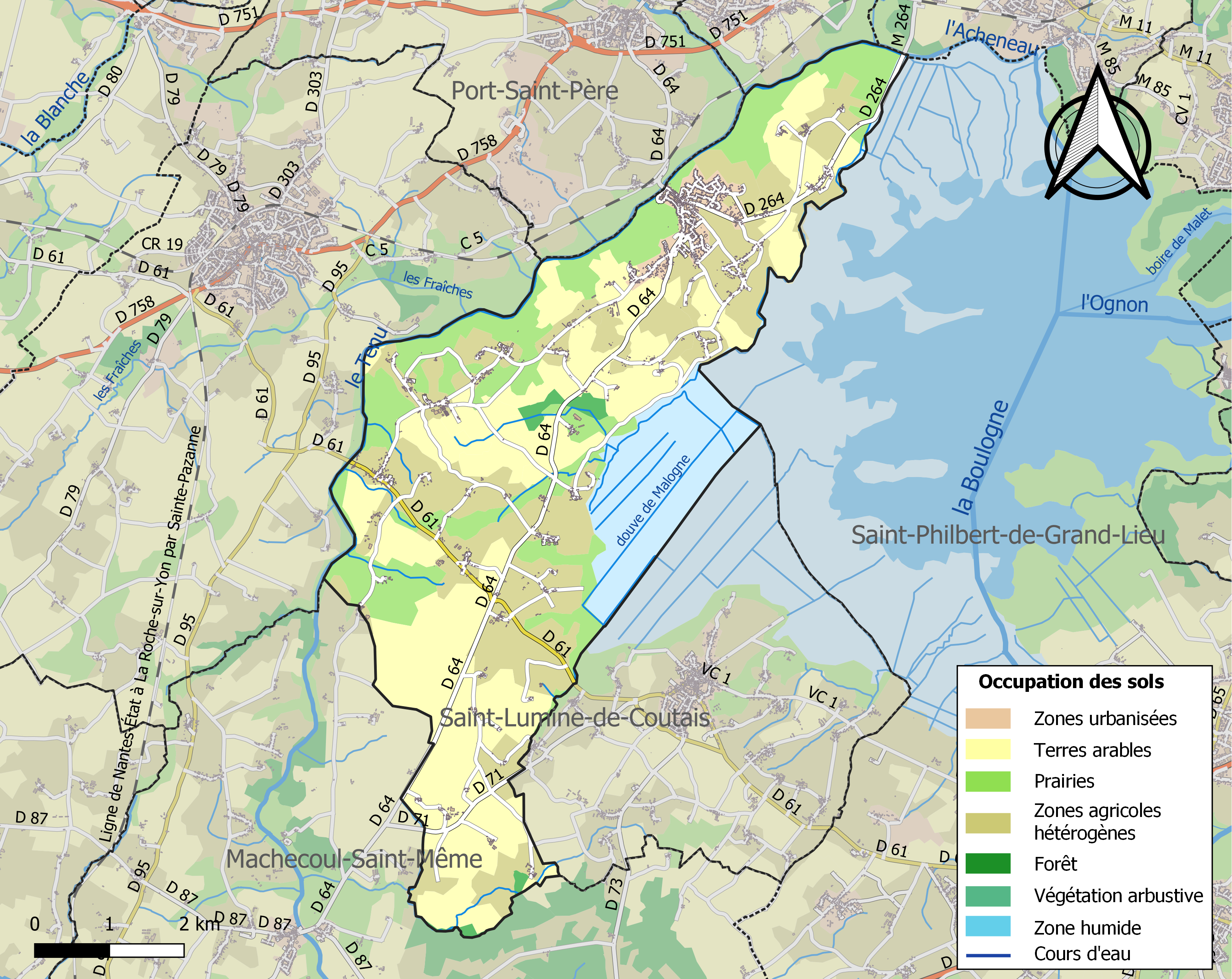
Kaart van de gemeente met de belangrijkste infrastructuur, bodemgebruik en omliggende gemeenten

## Demografie
Onderstaande figuur toont het verloop van het inwonertal (bron: INSEE-tellingen).